# Стариков, Андрей Дмитриевич
Андре́й Дми́триевич Ста́риков (латыш. Andrejs Starikovs, род. 31 октября 1991, Рига) — журналист, главный редактор информационного агентства Baltnews, ранее — заместитель главного редактора издания о балтийском регионе RuBaltic.Ru. Публицист, экономист, политолог. Занимается борьбой за права российских СМИ на постсоветском пространстве, в том числе в странах Балтии и на Украине. Лауреат премии Союза журналистов России «Солидарность».

## Биография
Андрей Стариков родился 31 октября 1991 года в Риге, Латвия. В 2013 году окончил Латвийский университет, в 2015 — Рижский технический университет. В 2015 году поступил в аспирантуру Финансового университета при правительстве РФ.

### Начало карьеры
Свою профессиональную деятельность Стариков начал в Латвии. Занимался избирательными компаниями, политической консультацией, экономической экспертизой, публицистикой. Принимал активное участие в зарубежной деятельности российских государственных организаций: в проектах фонда «Русский мир», Фонда поддержки и защиты прав соотечественников, проживающих за рубежом, проектах «Россотрудничества».
В 2015 и 2016 году Стариков выступил соавтором монографий «Русская нация: этнические и цивилизационные вызовы» и «Доктрина Русского мира» (Последняя фигурирует в уголовном деле ещё одного соавтора упомянутых монографий, латвийского активиста Александра Гапоненко, который преследуется латвийскими властями за свою политическую деятельность). В 2015 году начал сотрудничать с изданием RuBaltic.ru, с 2017 — заместитель главного редактора.

### Baltnews
В мае 2018 года Андрей Стариков возглавил проект Baltnews медиагруппы «Россия сегодня». При Старикове деятельность Baltnews сместилась с неполитических тем на критику руководства и внешней политики Латвии, Эстонии и Литвы.

### Уголовное дело
В декабре 2020 года Служба государственной безопасности Латвии завела уголовное дело на авторов, сотрудничающих с информагентствами Baltnews и Sputnik — в их домах прошли обыски, были изъяты документы и техника, вручены подписки о невыезде. В марте 2021 года по ходатайству Службы госбезопасности были заморожены средства на латвийском счёте Андрея Старикова. Объясняя действия спецслужб, власти Латвии заявили, что публикующиеся на порталах Baltnews и Sputnik журналисты нарушили санкционный режим Евросоюза. Речь шла о санкционном списке ЕС от марта 2014 года, куда был включён гендиректор медиагруппы «Россия сегодня» Дмитрий Киселёв. Сам Стариков прокомментировал ограничения:
Санкции были введены против генерального директора МИА «Россия сегодня» Дмитрия Киселёва, тем не менее сама медиагруппа не является подсанкционной, и попытка экстраполировать санкции против Киселёва на медиагруппу, на её журналистов — это вольная и абсолютно неправовая интерпретация латвийского государства, это нарушение законов, норм и прав тех людей, в отношении которых Латвия применяет репрессии.
На 2020 год под уголовным следствием в Латвии находилось более десяти журналистов, им грозит до четырёх лет лишения свободы. Официальные лица Российской Федерации назвали дело политически мотивированным давлением на неугодных журналистов и атакой на свободу слова.
В октябре 2021 года журналисты начали получать официальные уведомления о передаче уголовного дела против них в прокуратуру.

## Санкции
11 июля стало известно, что Андрею Старикову был закрыт въезд в Эстонию — по информации Pегистра запрета на въезд в страну эстонского МВД, ему был закрыт въезд в республику сроком на пять лет (до 8 марта 2027 года).
7 января 2023 года, на фоне вторжения России на Украину, внесён в санкционные списки Украины за «публичные призывы к агрессивной войне, оправдание и признание законной вооруженной агрессии Российской Федерации против Украины, временной оккупации территории Украины». Санкции предполагают блокировку активов, полное прекращение коммерческих операций, остановку выполнения экономических и финансовых обязательств.

## Награды
- Награда посольства России в Латвии «Янтарное перо 2020» — «За лучший материал о взаимодействии между Россией и Латвией на торгово-экономическом направлении»[14]
- Премия Союза журналистов России «Солидарность» — «За проявление гражданского мужества в отстаивании свободы слова»[15][16]
- Благодарность от министра иностранных дел России С. В. Лаврова — «За профессиональное освещение международной повестки»[17][аффилированный источник?]